# Мар'янівка (Погребищенський район)
Мар'янівка — колишнє село в Погребищенському районі Вінницької області. Було підпорядковане Довгалівській сільській раді. Зникло у 2-й половині 20 століття. На сьогодні (2018) на місці села пустир, від села залишилося лише кладовище.

## Географія
Село Мар'янівка було розташоване між селами Довгалівка й Бурківці, на лівому березі невеличкої річечки, що в селі Довгалівці впадає у річку Супрунку (притока Росі, басейн Дніпра). На річці біля села було заведено ставок, який можна побачити на географічних картах принаймні з початку 20 століття. Біля місця, де було розташоване село, знаходиться урочище Мар'янівка.

## Адміністративна приналежність
У 19 столітті селище Мар'янівка відносилося до Кашперівської волості Сквирського повіту Київської губернії.
До 1960-х років село Мар'янівка було підпорядковане Збаржівській сільській раді, що в той час входила до Плисківського району Вінницької області.
Пізніше село було підпорядковане Довгалівській сільській раді Погребищенського району Вінницької області.

## Історія
У 1900 році у селищі Мар'янівка було 17 подвір'їв, у ньому проживало обох статей — 137 людей, з них чоловіків — 69 і жінок — 68. Головним зайняттям мешканців було хліборобство. Село лежало за 80 верств від повітового міста Сквири, найближчою залізничною станцією була станція Погребище, від якої село знаходилося за 20 верств. Поштово-телеграфна й поштова (земська) станції знаходилися у місті Тетієві. У селищі лічилося землі 642 десятини, з яких поміщикам належало 611 десятин, селянам — 31 десятина. Селище відносилося до так званих власницьких населених пунктів. Воно належало поміщиці М. М. Литвиновій. Господарство у маєтку в той час вів орендар за трипільною системою.
Під час Другої світової війни село було зайнято фашистськими військами у другій половині липня 1941 року. Червоною армією село зайняте 1 січня 1944 року.
У другій половині 20 століття [уточнити] село зникло.

## Виноски
1. 1 2  Довгалівка. // Історія міст і сіл Української РСР. — К. : Головна редакція УРЕ АН УРСР. — 15 000 прим. — С. 529.
2. ↑  Австрійська карта J. Herwegg / Terrain: Oberlt. F. Gross u. Assist. J. LeGay Edl. v. Liefels / Teilweise berichtigt bis 18.XII.1912. — Wien: K. u. k. Militärǵeoǵraphisches Institut, 1914 [Архівовано 6 квітня 2016 у Wayback Machine.] (нім.)
3. 1 2  Списокъ населенныхъ мѣст Кіевской губерніи [Архівовано 10 вересня 2018 у Wayback Machine.]. / Издание Киевского губернского статистического комитета. — К., 1900. — 1976 с. — С. 1442. (рос. дореф.)
4. ↑  Довідник адміністративно-територіального поділу Вінницької області на 1 серпня 1960 року. — Вінниця: Вінницьке обласне книжково-газетне видавництво. — 1961. — С. 45.
5. ↑  Вінниччина в період Великої вітчизняної війни 1941—1945 рр. Хроніка подій. — К.: Наукова думка, 1965. — С. 47.